# Reason (мини-альбом Monsta X)
Reason — мини-альбом южнокорейского бойз-бенда Monsta X, выпущенный 9 января 2023 года на лейбле Starship Entertainment, а дистрибуцию осуществила компания Kakao M.

## Выпуск и продвижение
12 декабря 2022 года в официальных социальных сетях Monsta X было объявлено об их возвращении 9 января следующего года. Уже 15 декабря группа продемонстрировала расписание к их грядущему возвращению. Согласно ему, 20 декабря они показали трек-лист к альбому, 23 декабря один из вариантов обложек альбома, а 24 и 25 концепт-фотографии участников группы, 26 декабря был показан второй вариант обложки альбома, 27 и 28 другие версии концепт-фото, 1 и 2 января концепт-фото третьей версии, а 3 и 4 числа четвёртой версии. 8 января было показано видео-превью к альбому, который содержал в себе отрывки всех семи треков. 9 января группа выпустила альбом вместе с экранизацией в виде клипа на трек «Beautiful Liar».
В день выхода альбома коллектив провел трансляцию на YouTube, где участники рассказывали про альбом. 10 января они также провели трансляцию на Naver Now. С 12 января до 25 в Сеуле открыта выставка, которая «состоит из экспозиции, передающей смысл и сложные эмоции, содержащиеся в альбоме». Также в нём продаются официальные физические версии альбома.

## Композиции
Reason изображает историю их «причин» создания присутствия посредством идеальной командной работы. Заглавный и открывающий трек альбома «Beautiful Liar» содержит в себе элементы многих жанров: фанк, глэм-метал, дэнс-поп и хип-хоп, в самом треке поётся про причины любви, «кроющахся в самых экстремальных и опасных отношениях». Следующая песня «Daydream» более мягкая по звучанию, когда как третий «Crescendo» спродюсированный участником группы Чжухоном звучит более «мощно» с использованием корейских инструментов комунго и тхэпёнсо. Написанная Хёнвоном «Lone Ranger» содержит в себе высокие ноты вокалистов группы: Кихёна и Минхёка. Следующая композиция в жанре R&B написана рэпером коллектива I.M «Deny» она также более «лёгкая» по своему звучанию и повествует о «серии неоспоримых эмоций». Последняя песня «It`s Okay» тоже написана Чжухоном, она рассказывает историю «труса», который пытается пережить расставание с партнёром.

## Приём

### Коммерческий успех
В день выхода Reason, он занял лидирующую строчку в мировом и европейском чарте iTunes. В этот же день группа продала 156 945 альбомов, он стал вторым в истории самых продаваемых альбомов группы. За первую неделю альбом был продан тиражом 326 503 копий, это самый продаваемый альбом Monsta X за неделю. В Японии альбом также имеет коммерческий успех. Он дебютировал на 26 месте в чарте японских цифровых альбомах Oricon с 9 по 15 января с результатом 157 загрузок. И также дебютировал на 73 номере в чарте Billboard Japan Japan Hot 100.

### Реакция критиков
| Оценки критиков | Оценки критиков |
| Источник        | Оценка          |
| --------------- | --------------- |
| Clash           | 8/10            |

Ещё до выхода альбома, портал Uproxx добавил его в список «Самые ожидаемые альбомы 2023 года». Эбби Эйткен из журнала Clash поставила альбому оценку 8 из 10 и написала, что группа «никогда не чувствовала себя ограниченной одним жанром, вместо этого они развивали свое присутствие в мирах R&B, поп-музыки и рока», а про сам альбом она считает, что он демонстрирует это, «включив шесть тщательно отполированных треков, которые Monsta X смогут лелеять долгие годы». Анна Мари в своей рецензии The Honey Pop осталась довольна работой, и написала: «Рассказывание историй и разнообразие в этом альбоме — следующий уровень». Джейсон Липшуц в журнале Billboard отметили, что «участники Monsta X всегда умели синтезировать разные жанры в забавный, немедленный продукт».

## Список композиций
| №                   | Название            | Текст песни                                                      | Музыка                                                                                              | Длительность |
| ------------------- | ------------------- | ---------------------------------------------------------------- | --------------------------------------------------------------------------------------------------- | ------------ |
| 1.                  | «Beautiful Liar»    | Им Чангюн, Ли Чжухон, Чё Хёнвон, Ким Ын-Чжу                      | Райан С. Джун, Марк Сибли, Натан Каннингем, Джош Камби, SLAY, AVIN, Лорен Акилина, Маркус Андерссон | 3:03         |
| 2.                  | «Daydream»          | На Ён-Со, Чон Джун-Хо, О Ю-вон, Ли Сын-Мин                       | Райан С. Джун, Теренс Лам, Эндрю Педерсен, Зев Уильям Трокслер, Коди Сентнью                        | 2:26         |
| 3.                  | «Crescendo»         | Ли Чжухон, Им Чангюн,                                            | Ye-Yo!, Ли Чжухон                                                                                   | 3:05         |
| 4.                  | «Lone Ranger»       | Им Чангюн, Ли Чжухон, Чё Хёнвон, Джастин О, Джантин Анника Хейдж | Чё Хёнвон, Джастин О, Джантин Анника Хейдж, Бритт Полс                                              | 3:23         |
| 5.                  | «Deny»              | Им Чангюн, Чжухон, Юнсок, Wooki                                  | Им Чангюн, Юнсок, Wooki                                                                             | 2:53         |
| 6.                  | «It's Okay»         | Им Чангюн, Чжухон, Laser, Ye-Yo!                                 | Чжухон, Laser, Ye-Yo!                                                                               | 2:55         |
| Общая длительность: | Общая длительность: | Общая длительность:                                              | Общая длительность:                                                                                 | 17:47        |